# Jonas Malmsjö
Jonas Malmsjö (2 september 1971, Stockholm) is een Zweeds acteur.

## Biografie
Malmsjö werd geboren in Zweden als zoon van de Zweedse acteur Jan Malmsjö en actrice Marie Göranzon.
Malmsjö begon in 1996 met acteren in de film Ellinors bröllop, waarna hij nog meerdere rollen speelde in films en televisieseries. Naast het acteren voor televisie is hij ook actief als acteur in het theater voornamelijk in New York. Zo speelde hij in toneelstukken geregisseerd door Ingmar Bergman in het Brooklyn Academy of Music in de borough Brooklyn. Zo verleende hij ook zijn stem van Ingmar Bergman in de Sparks musical The Seduction of Ingmar Bergman.

## Filmografie

### Films
Uitgezonderd korte films.
- 2018 Operation Ragnarök - als Nils
- 2012 Mig älskar ingen - als Kanelbulle man
- 2012 Livstid - als Christer Bure
- 2009 Psalm 21 - als Henrik Horneus
- 2009 Scener ur ett kändisskap - als Jonas Malmsjö
- 2007 Spöksonaten - als student
- 2007 Underbar och älskad av alla - als Pelle
- 2006 Sök - als Fabian
- 2004 Leka med elden - als Sonen
- 2003 Paradiset - als Sven
- 1998 Muntra fruarna i Windsor - als Fenton
- 1997 Adam & Eva - als makelaar
- 1996 Ellinors bröllop - als Peter

### Televisieseries
Uitgezonderd eenmalige gastrollen.
- 2010-2024 Morden i Sandhamn - als Henrik - 33 afl.
- 2024 Strandhotellet - als Konrad - 9 afl.
- 2022 Lust - als Torkel - 6 afl.
- 2020-2022 Pappas Pojkar - als Harald - 7 afl.
- 2021 Den osannolika mördaren - als Ingvar Carlsson - 2 afl.
- 2021 Gåsmamman - als Robert - 2 afl.
- 2021 Agatha Christies Hjerson - als Axel - 2 afl.
- 2017-2019 Finaste familjen - als Jock - 3 afl.
- 2018 Maria Wern - als Kenneth Cederholm - 2 afl.
- 2017 Modus - als Oscar Ek - 8 afl.
- 2016-2017 Syrror - als Paul Orre - 10 afl.
- 2016 Vårdgården - als Erik Leijon - 8 afl.
- 2015 The Last Kingdom - als Skorpa - 2 afl.
- 2013 Allt faller - als Kent - 6 afl.
- 2012 Äkta människor - als Luther - 6 afl.
- 2007-2008 Labyrint - als Fredrik - 12 afl.
- 2007 Labyrint mobisodes - als Fredrik - 3 afl.